# Шелихова, Наталья Алексеевна
Ната́лья Алексе́евна Ше́лихова (1762—1810) — одна из первых удачливых женщин-предпринимательниц России, одна из участниц создания Российско-американской компании.

## Биография
Наталья Алексеевна была с 1775 года супругой предпринимателя Григория Ивановича Шелихова, ставшего в 1770—1780-х годах одним из основателей пушного промысла на Дальнем Востоке и в Северной Америке. В конце 1780-х годов Шелиховы построили себе деревянный дом в самом богатом и почётном месте Иркутска — приходе Тихвинской церкви. Когда в конце мая 1789 года Г. И. Шелихов уехал в Охотск, то поручил жене в своё отсутствие решать все вопросы, связанные с хозяйством и взаимоотношениями с разными людьми в Иркутске; также Наталья Алексеевна сортировала приходящую корреспонденцию, отправляя мужу в Охотск письма наиболее важных для Шелиховых персон.
Наталья Алексеевна была вхожа в дома генерал-губернаторов через их жён, и была в курсе всех последних новостей. Она умела сортировать информацию по степени важности, и информировала своего мужа обо всём важном. В отсутствие мужа его доверенные лица отчитывались непосредственно перед ней. Зачастую она — что было необычно для купеческой среды того времени — проводила деловые переговоры о торговых операциях от имени своего мужа; большинство связей в купеческом и чиновничьем мире она завела сама. Даже люди, которые были намного старше её и занимали весьма заметное место в обществе того времени (например, Н. Н. Демидов), называли её не иначе, как «матушка». Недостаток образованности она успешно компенсировала решительностью (и даже жёсткостью) в отношениях с подчинёнными, женским обаянием, умением убеждать тех людей, от которых зависело благосостояние семьи.
Чрезвычайно важный шаг для семьи Шелиховых был сделан 24 января 1795 года, когда Наталья Алексеевна и Григорий Иванович выдали свою старшую дочь Анну замуж за Н. П. Резанова. В лице Резанова Шелиховы приобрели важного защитника своих интересов благодаря близости этого чиновника к правительственным кругам.
После неожиданной смерти Г. И. Шелихова в июле 1795 года его приказчики в большинстве своём выразили готовность верой и правдой служить его вдове. Несмотря на то, что многое в завещании и в самих обстоятельствах смерти было неясно, у большинства людей из окружения Г. И. Шелихова не возникло сомнения в законности наследования Натальей Алексеевной всего состояния покойного.
Вдова подала прошение в Иркутский городовой магистрат, обращая внимание на свою возможность управлять делами мужа, которые ей известны благодаря «долговременной её с покойным в супружестве жизни сколько и по наставлениям его во время болезни». 6 сентября 1795 года Иркутским городовым магистратом был направлен в Иркутскую городскую думу указ, в котором подтверждались слова Н. А. Шелиховой о том, что её муж, кроме пушного промысла, имел дела в многочисленных присутственных местах, управлявшиеся с помощью его приказчиков. Иркутской городской думе предписывалось известить наместническое правление, казённую палату, а также Якутского и Охотского комендантов о законности, по мнению Иркутского городового магистрата, управления всеми делами мужа Наталией Алексеевной Шелиховой.
У казённой палаты, однако, возникли сомнения в том, насколько можно доверять Шелиховой; это было вызвано поступавшими многочисленными прошениями купцов, имевших дела непосредственно с Г. И. Шелиховым и пожелавших оспорить некоторые из них в свою пользу. Не всё было понятно и с завещанием Шелихова (оно имелось, но было написано рукой его старшей дочери Анны; Наталья Алексеевна уверяла, что её муж, будучи прикованным болезнью к постели, сам продиктовал завещание, а затем собственноручно его подписал — однако его подпись не была должным образом завизирована каким-либо из официальных учреждений Иркутска). Ситуация осложнялась ещё и тем, что на капиталы мог претендовать и брат Григория Ивановича — Василий, который осенью 1795 года написал компаньону покойного И. И. Голикову, что «кончина покойного моего братца… Григория Ивановича понуждает меня вступить в распоряжение общего моего с ним капитала». Однако уже в письме от 10 января 1796 года Василий Шелихов указал:
«…оставляю оную невестку мою владелицею всего доставшегося ей с детьми… Во всяких случаях защищать обязуюсь, прерывая навсегда и оставляя в забвении доходившие до неё обо мне слухи, будто бы желаю входить на в неправедные об опекунстве доносы, как всё сие происходило от недоброхотных токмо людей.»
В этих сложных обстоятельствах (за конторой компании в тот момент числился долг более чем на шестьдесят тысяч рублей) Н. А. Шелихова, понимая, что ситуация в любой момент может выйти из-под её контроля, обратилась с прошением к Екатерине II. В нём Наталия Алексеевна подчёркивала все достижения мужа, который, по её мнению, всегда трудился лишь на благо отечеству, и просила императрицу о предоставлении ей всех прав по управлению делами мужа. К прошению прилагалось завещание покойного, в котором подчёркивалась роль самой Натальи Алексеевны:
«И как жена моя сопутствующая мне в морском вояже для приобретения имения и споспешествующая в воспитании детей моих и содержании дому моего заслуживает всю мою к ней справедливую доверенность».
Свои бумаги Н. А. Шелихова послала Н. Н. Демидову, передавшему их П. А. Зубову, который, в свою очередь, доставил их Екатерине II.
После смерти Г. И. Шелихова многие секреты его предпринимательской деятельности остались неизвестными. Лишь племянник И. И. Голикова — А. Е. Полевой — знал «кому в конторе капиталы и сама контора принадлежит». Однако Н. А. Шелихова заняла жёсткую позицию в отношении Полевого, выгнав его из конторы с помощью унтер-офицера и казака, а Голиков, узнав о смерти Шелихова, отказался от услуг племянника, указа в письмах к вдове, что тот допускал обман и злоупотреблял доверием компаньонов. Полевой был вызван в Иркутский верхний надворный суд, но в результате допросов выяснилось, что Голиков, занявшись питейными откупами в Сибири, понёс огромные убытки и оказался должен государству более 83 тысяч рублей. Было арестовано всё имущество Голикова в Курске и Иркутске, и он надумал рассчитаться с казной за счёт своей доли в промысловой компании Шелиховых, что абсолютно не устраивало Наталью Алексеевну.
В начале 1797 года Голиков прибыл в Иркутск, и смог договориться с одним из основных конкурентов Шелиховой — Николаем Мыльниковым. 18 июля 1797 года он присоединил свои капиталы (а ему принадлежала половина паёв в совместной компании с Шелиховым) к компании Мыльниковых. Это кардинальным образом меняло всю расстановку сил в пушном промысле в Северо-Восточной Азии, и единственным выходом для Шелиховых было немедленно последовать примеру Голикова. 19 июля 1797 года Н. А. Шелихова добровольно согласилась на своё «половинное участие со всеми товарами и производствами» в новой компании. Она предложила назвать новое образование «Американской Голикова, Шелихова и Мыльникова компанией».
В 1797 году Наталья Алексеевна выдала свою вторую дочь — Авдотью — замуж за первой гильдии великоустюжского купца М. М. Булдакова. После этого, а также отъезда Голикова в ноябре 1797 года в Санкт-Петербург, симпатии Мыльниковых перешли на сторону Шелиховой.
3 августа 1798 года в Иркутске был подписан официальный акт, удостоверявший появление «Соединённой американской компании». Устав новой компании содержал статьи, неблагоприятные для Шелиховых, однако Наталья Алексеевна подала императору через зятьёв прошения, содержащие комплекс мер, изменяющие некоторые его статьи. Этот комплекс мер был принят во внимание Коммерц-коллегией, которая на его основании составила для Павла I «Всеподданнейший доклад Коммерц-коллегии», представлявший своего рода историческую справку о предпринятых в 1797—1798 году действиях на пути к образованию единой компании. Доклад был подготовлен таким образом, что при его чтении выделялись только два субъекта: Шелихова и император. Составители доклада старались подчеркнуть, что Коммерц-коллегия всегда только способствовала проведению в жизнь предложенных Шелиховой мероприятий, закреплённых затем в виде того или иного указа Павла I. После долгих обсуждений 8 июля 1799 года вышел указ Павла I об учреждении компании, названной «Российско-американской компанией». Утверждённые императором «Правила для учреждаемой компании» в основном отвечали позиции Н. А. Шелиховой. Императорским указом Наталья Алексеевна Шелихова была возведена в дворянское достоинство.